# دوك شميدت
دوك شميدت (بالهولندية: Doke Schmidt) (7 أبريل 1992 في هولندا - ) هو لاعب كرة قدم هولندي في مركز الدفاع. لعب مع غو أهد إيغلز ونادي هيرنفين.

## روابط خارجية
- دوك شميدت على موقع قاعدة بيانات كرة القدم.إي يو (الإنجليزية)
- دوك شميدت على موقع Soccerway.com (الإنجليزية)
- دوك شميدت على موقع عالم كرة القدم.نت (الإنجليزية)